# Evlilik Hakkında Her Şey
Evlilik Hakkında Her Şey (All About Marriage)  é uma telenovela turca produzida pela MF Yapım exibida pela Fox Turquia entre 21 de setembro de 2021 a 31 de maio de 2022. Na Turquia, a atração foi exibida semanalmente às terças-feiras com capítulos de 120 minutos em média. Ao todo, o folhetim contém 33 episódios. Por outro lado, em sua versão internacional, o melodrama é vendido em 104 episódios de 45 minutos de duração cada.
Escrita por Toprak Karaoğlu com a colaboração de Seda Çalışır Karaoğlu, Ayşe Canan Ertuğ e Halil Ersan, e dirigida por Yusuf Pirhasan e Volkan Keskin, a telenovela conta com as atuações protagonistas de Gökçe Bahadır, Sarp Akkaya, Yiğit Kirazcı, Sumru Yavrucuk, Gökçe Eyüboğlu, Barış Kılıç, Serkan Altunorak, Erdal Küçükkömürcü e Tülin Ece . Trata-se de um remake da série britânica The Split.

## Enredo
Çolpan Cevher é uma das advogadas mais renomadas de Istambul. Ela é proprietária do Escritório Cevher. Ela tem três filhas: a mais velha, Azra, é uma advogada muito cobiçada, casada e mãe de três filhos. A filha do meio, Sanem, também é advogada e possui problemas devido à má relação com a mãe, o que a leva a desenvolver cleptomania. Enquanto isso, a mais nova, Güneş, abandonou a faculdade de direito e abriu um restaurante para fugir do controle materno.
Azra é o diamante aos olhos de Çolpan, porém tudo muda quando ela decide se unir ao escritório de advocacia rival de sua mãe. Ao mesmo tempo, Sanem se envolve com um cliente que está lutando pela guarda da filha, e Güneş vive um dilema entre casar ou continuar solteira. Para complicar ainda mais as coisas, o pai delas aparece - 25 anos depois de fugir com a babá - para recuperar sua parte nos negócios da família.
Além disso, um hacker vaza os nomes de pessoas que fazem parte de um site de traições, assim o número de pedidos de divórcio na Turquia cresce como nunca. Contudo, o que Azra não conta é que seu marido faz parte dos nomes na lista vazada. Diante disso, ela passa de advogada de divórcios a cliente do próprio processo de separação. No meio de um divórcio desagradável, de um caso de amor revivido e de uma amarga rivalidade comercial com sua própria mãe, Azra é levada ao limite .

## Elenco

### Personagens principais
| Ator/Atriz         | Personagem    | Capítulo (versão original) |
| ------------------ | ------------- | -------------------------- |
| Gökçe Bahadır      | Azra Cevher   | 1-33                       |
| Sumru Yavrucuk     | Çolpan Cevher | 1-33                       |
| Gökçe Eyüboğlu     | Sanem Cevher  | 1-33                       |
| Serkan Altunorak   | Bora Göktaş   | 15-33                      |
| Barış Kılıç        | Efe Avcı      | 21-33                      |
| Erdal Küçükkömürcü | Erman Arsen   | 1-33                       |
| Tülin Ece          | Güneş Cevher  | 1-33                       |

### Personagens coadjuvantes
| Ator/Atriz         | Personagem       | Capítulo (versão original) |
| ------------------ | ---------------- | -------------------------- |
| Bertan Asllani     | Yalın Kuru       | 1-33                       |
| Alara Turan        | Deniz Cevher     | 14-33                      |
| Esma Yılmaz        | Miray Günay      | 1-33                       |
| Rüzgar Doruk Özmil | Eren Günay       | 1-33                       |
| Emine Ada Sezer    | Mercan Günay (1) | 1-4, 7-9                   |
| Çağla Yurga        | Mercan Günay (2) | 5-6                        |
| Ela Naz Koçak      | Mercan Günay (3) | 10-33                      |
| Deniz Gündoğdu     | Ceylan           | 3-33                       |
| Burcu Söyler       | Funda Demir      | 1-33                       |
| Ufuk Özdemir       | İsmet Açar       | 1-33                       |

### Participações especiais
| Ator/Atriz      | Personagem         | Capítulo (versão original) |
| --------------- | ------------------ | -------------------------- |
| Eda İpek Sancak | Pelin              | 1-8                        |
| Gülay Sütçü     | Nihal              | 1-12                       |
| Büşra Yılmaz    | Eylül              | 2-12                       |
| Fırat Altunmeşe | Ural Beyaz (Aztek) | 1-13                       |
| Mila Kasarcı    | Alina Beyaz        | 1-14                       |
| Cevdet Arıcılar | Faruk Cevher       | 1-15                       |
| Yiğit Kirazcı   | Yıldırım Şahin     | 1-20                       |
| Sarp Akkaya     | Sergen Günay       | 1-22                       |

### Atores convidados
| Ator/Atriz           | Personagem             | Capítulo (versão original) |
| -------------------- | ---------------------- | -------------------------- |
| Neslihan Yeldan      | Süreyya                | 1, 5                       |
| Selen Uçer           | Songül Berksoy         | 1-6, 17-19, 22-23          |
| Bülent Alkış         | Alpay Berksoy          | 1-6                        |
| Tuğçe Ersoy          | Elçin Berksoy          | 1-6                        |
| Yeliz Akkaya         | Reyhan                 | 2                          |
| Mesut Özkeçeci       | Mesut                  | 2                          |
| Tarhan Karagöz       | Süleyman               | 2                          |
| Tahir Yılmaz         | Genç Faruk Cevher      | 2                          |
| Uğur Senkeri         | Neco                   | 3                          |
| Mert Alp             | Alperen                | 3                          |
| Güray Kip            | Musa                   | 3-4                        |
| Aysun Metiner        | Hatice                 | 4                          |
| Ömer Özdemir         | Kenan                  | 4                          |
| Ahmet Erkut          | Zafer Kuru             | 4, 13-14, 16               |
| Nurhayat Boz         | Nursen Şahin Kuru      | 4, 13-14, 16               |
| Gökşen Ateş          | Jale                   | 6-10                       |
| Sinem Uslu           | Melisa Tercan          | 7-12                       |
| Engin Hepileri       | Koray Tercan           | 7-12                       |
| Mehmet Aybars Kaya   | Ilker Tercan           | 8-12                       |
| Ayşen İnci           | Cahide Tercan          | 8-11                       |
| Sevcan Yaşar         | Neyran Çelik           | 10-12, 14                  |
| Beren Gençalp        | Ece Mutlu              | 12-16                      |
| Anıl Çelik           | Hızır Mutlu            | 13-16                      |
| Burcu Gölgedar       | Defne Konuk            | 13-16                      |
| Defne Bölükbaşıoğlu  | Şükran (Şükü)          | 13-14, 16                  |
| Demet İyigün         | Nazan Cevher           | 14-16                      |
| Evrim Doğan          | Nadide Seyyahoğlu      | 17-19                      |
| İlda Özgürel         | Filiz Berksoy          | 17-19                      |
| Adil Ömer Çetindağ   | Selim Reşat Seyyahoğlu | 17-19                      |
| Barış Akkoyun        | Erhan Parmaksız        | 19                         |
| Arben Akış           | Onur Balcı             | 19-20                      |
| Reşit Berker Enhoş   | Haluk Ergül            | 20-22                      |
| Gizem Erman Soysaldı | Buket Ergül            | 20-22                      |
| Kübra Süzgün         | Zeynep Karadağ         | 22-23                      |
| Cengiz Okuyucu       | Salim Karadağ          | 22-23                      |
| Süreyya Kilimci      | Necmiye Karadağ        | 22-23                      |
| Müjde Uzman          | Yasemin Özdemirler     | 23-24                      |
| Kıvanç Kasabalı      | Ceyhun Özdemirler      | 23-24                      |
| Gökay Müftüoğlu      | Mecnun Açıkgöz         | 24                         |
| Yonca Türkman        | ?                      | 25                         |
| Naz Elmas            | Hande Yaman            | 25-27                      |
| Olcay Yusufoğlu      | Demet                  | 25-26                      |
| Görkem Mertsöz       | Kerem                  | 25-26                      |
| Timur Ölkebaş        | Aziz                   | 27-28                      |
| Şerif Bozkurt        | Ekrem                  | 27-28                      |
| Enginay Gültekin     | Nagehan                | 27-28                      |
| Dilara Sümbül        | Gülistan               | 29-33                      |
| Pelin Ermiş          | Şeyda                  | 29-33                      |
| Uğur Karabulut       | Baran                  | 29-33                      |
| Müge Akyamaç         | Meziyet                | 30-33                      |
| Fatih Gülnar         | Can Derin              | 30-33                      |
| Halil Ersan          |                        | 33                         |
| Ersin Olgaç          |                        | 33                         |
| İrem Sultan Cengiz   |                        | 33                         |